# Hnědá skvrnitost listů
Hnědá skvrnitost listů je houbová choroba rostlin způsobená houbou Diplocarpon saraueri z čeledě kožatkovité (Dermateaceae) řádu  voskovičkotvaré (Helotiales). Infekce se objevuje krátce po rašení.
Hnědá skvrnitost listů je používaný název pro choroby způsobené jinými patogeny např. listová skvrnitost mišpule (Diplocarpon mespili). Synonymum původce choroby listová skvrnitost mišpule (Diplocarpon mespili) je Diplocarpon soraueri.  

## Výskyt
V ČR pozitivní. Původce hnědé skvrnitosti listů (Diplocarpon saraueri) byl v roce 2005 zjištěn v obv. MO (Chrámce) a 27.6. – 10.7. na kdouloni v obv. 6-JC (Holovousy).

## Hostitel
- hrušeň
- kdouloň

## Příznaky
Na listech se vytvářejí červenohnědé a později tmavohnědé až hnědočerné 2–4 cm velké skvrny. Počet skvrn narůstá, listy se deformují, žloutou a opadávají. 

## Význam
Slabší přírůstky, předčasný opad listů vyvolává nové rašení letorostů a zvyšuje tím riziko namrzání. 

## Ochrana rostlin
Shrabání a odstranění opadaných listů. V chemické ochraně používané přípravky proti strupovatosti tlumí výskyt hnědé skvrnitosti. 